# Wereldkampioenschappen schermen 1975
De 27ste wereldkampioenschappen schermen werden gehouden in Boedapest, Hongarije in 1975. De organisatie lag in de handen van de FIE.

## Medailles

### Mannen
| Onderdeel   | Goud                                                                   | Goud           | Zilver                                                               | Zilver         | Brons                                                                      | Brons       |
| ----------- | ---------------------------------------------------------------------- | -------------- | -------------------------------------------------------------------- | -------------- | -------------------------------------------------------------------------- | ----------- |
| Degen       |                                                                        |                |                                                                      |                |                                                                            |             |
| Individueel | Alexander Pusch                                                        | West-Duitsland | Boris Loekomski                                                      | Sovjet-Unie    | István Osztrics                                                            | Hongarije   |
| Ploegen     | Rolf Edling Hans Jacobson Carl von Essen Göran Flodström               | Zweden         | Elmar Beierstettel Hans-Jürgen Hehn Joachim Peter Alexander Pusch    | West-Duitsland | Győző Kulcsár Sándor Erdős Pál Schmitt Jenő Pap                            | Hongarije   |
| Floret      |                                                                        |                |                                                                      |                |                                                                            |             |
| Individueel | Christian Noël                                                         | Frankrijk      | Bernard Talvard                                                      | Frankrijk      | Vladimir Denissov                                                          | Sovjet-Unie |
| Ploegen     | Christian Noël Daniel Revenu Bernard Talvard Frédéric Pietruszka       | Frankrijk      | Vladimir Denisov Sabirzjan Roezijev Sergej Isakov Aleksandr Romankov | Sovjet-Unie    | Carlo Montano Stefano Simoncelli Nicola Granieri Giovanni Battista Coletti | Italië      |
| Sabel       |                                                                        |                |                                                                      |                |                                                                            |             |
| Individueel | Vladimir Naslimov                                                      | Sovjet-Unie    | Jacek Bierkowski                                                     | Polen          | Péter Marót                                                                | Hongarije   |
| Ploegen     | Vladimir Naslimov Viktor Krovopoeskov Viktor Sidjak Edoeard Vinokoerov | Sovjet-Unie    | Imre Gedővári Pál Gerevich Péter Marót Tamás Kovács                  | Hongarije      | Dan Irimiciuc Cornel Marin Ioan Pop Mihai Frunza                           | Roemenië    |

### Vrouwen
| Onderdeel   | Goud                                                                                 | Goud        | Zilver                                                                       | Zilver      | Brons                                                                             | Brons     |
| ----------- | ------------------------------------------------------------------------------------ | ----------- | ---------------------------------------------------------------------------- | ----------- | --------------------------------------------------------------------------------- | --------- |
| Degen       |                                                                                      |             |                                                                              |             |                                                                                   |           |
| Individueel | Ecaterina Iencic                                                                     | Roemenië    | Olga Knjazeva                                                                | Sovjet-Unie | Ildikó Bóbis                                                                      | Hongarije |
| Ploegen     | Olga Knjazeva Valentina Sidorova Nailia Giljazova Jelena Novikova Valentina Nikonova | Sovjet-Unie | Ildikó Bóbis Ildikó Schwarczenberger Ildikó Rejtő Mária Szolnoki Magda Maros | Hongarije   | Ana Pascu Ecaterina Iencic Ileana Gyulai-Drîmbă Suzana Ardeleanu Magdalena Bartoș | Roemenië  |

## Medaillespiegel
| Plaats | Land           | Goud | Zilver | Brons | Totaal |
| 1      | Sovjet-Unie    | 3    | 3      | 1     | 7      |
| 2      | Frankrijk      | 2    | 1      | 0     | 3      |
| 3      | West-Duitsland | 1    | 1      | 0     | 2      |
| 4      | Roemenië       | 1    | 0      | 2     | 3      |
| 5      | Zweden         | 1    | 0      | 0     | 1      |
| 6      | Hongarije      | 0    | 2      | 4     | 6      |
| 7      | Polen          | 0    | 1      | 0     | 1      |
| 8      | Italië         | 0    | 0      | 1     | 1      |
| Totaal | Totaal         | 8    | 8      | 8     | 24     |

1937 · 1938 · 1947 · 1948 · 1949 · 1950 · 1951 · 1952 · 1953 · 1954 · 1955 · 1956 · 1957 · 1958 · 1959 · 1961 · 1962 · 1963 · 1965 · 1966 · 1967 · 1969 · 1970 · 1971 · 1973 · 1974 · 1975 · 1977 · 1978 · 1979 · 1981 · 1982 · 1983 · 1985 · 1986 · 1987 · 1988 · 1989 · 1990 · 1991 · 1992 · 1993 · 1994 · 1995 · 1997 · 1998 · 1999 · 2000 · 2001 · 2002 · 2003 · 2004 · 2005 · 2006 · 2007 · 2008 · 2009 · 2010 · 2011 · 2012 · 2013 · 2014 · 2015 · 2016 · 2017 · 2018 · 2019 · 2022 · 2023